# Catapodium rigidum
Catapodium rigidum (твердотрав жорсткий як Desmazeria rigida, склеропоа жорстка як Scleropoa rigida) — вид рослин родини тонконогові (Poaceae).

## Назва
Етимологія: грец. κατά — «внизу», грец. ποδιών — «мала ступня», посилаючись на те, що колоски мають короткі квітконіжки. лат. rigidus — «жорсткий».

## Опис
Однорічник. Зеленувата або сиза рослина. Стебла до 40 см, прямостоячі, злегка ребристі, голі. Листові пластини до 12 см в довжину і 0,5–3,5(4) мм шириною, плоскі. Суцвіття (волоть) 2 до 8 сантиметрів в довжину і 2,5 см в ширину. Колоски довжиною від 4 до 7 мм. Плоди від 1,6 до 1,8 мм у довжину, гладкі й голі, вузькі еліптичні. Цвіте з березня по червень.

## Поширення
Північна Африка: Алжир; Єгипет; Лівія; Марокко; Туніс. Західна Азія: Кіпр; Іран; Ірак; Ізраїль; Йорданія; Ліван; Туреччина. Кавказ: Вірменія; Азербайджан; Грузія; Росія — Дагестан. Європа: Ірландія; Об'єднане Королівство; Бельгія; Німеччина; Нідерланди; Швейцарія; Україна [Крим]; Албанія; Болгарія; Хорватія; Греція [вкл. Крит]; Італія [вкл. Сардинія, Сицилія]; Румунія; Сербія; Словенія; Франція [вкл. Корсика]; Португалія [вкл. Мадейра]; Гібралтар; Іспанія [вкл. Балеарські острови]. Вид інтродуковано до Північної й Південної Америк, Австралії й Нової Зеландії, Кореї й ПАР.
В Україні вид зростає на відкритих сухих схилах, кам'янистих розсипах, на смітниках — у південному Криму, часто.

## Галерея

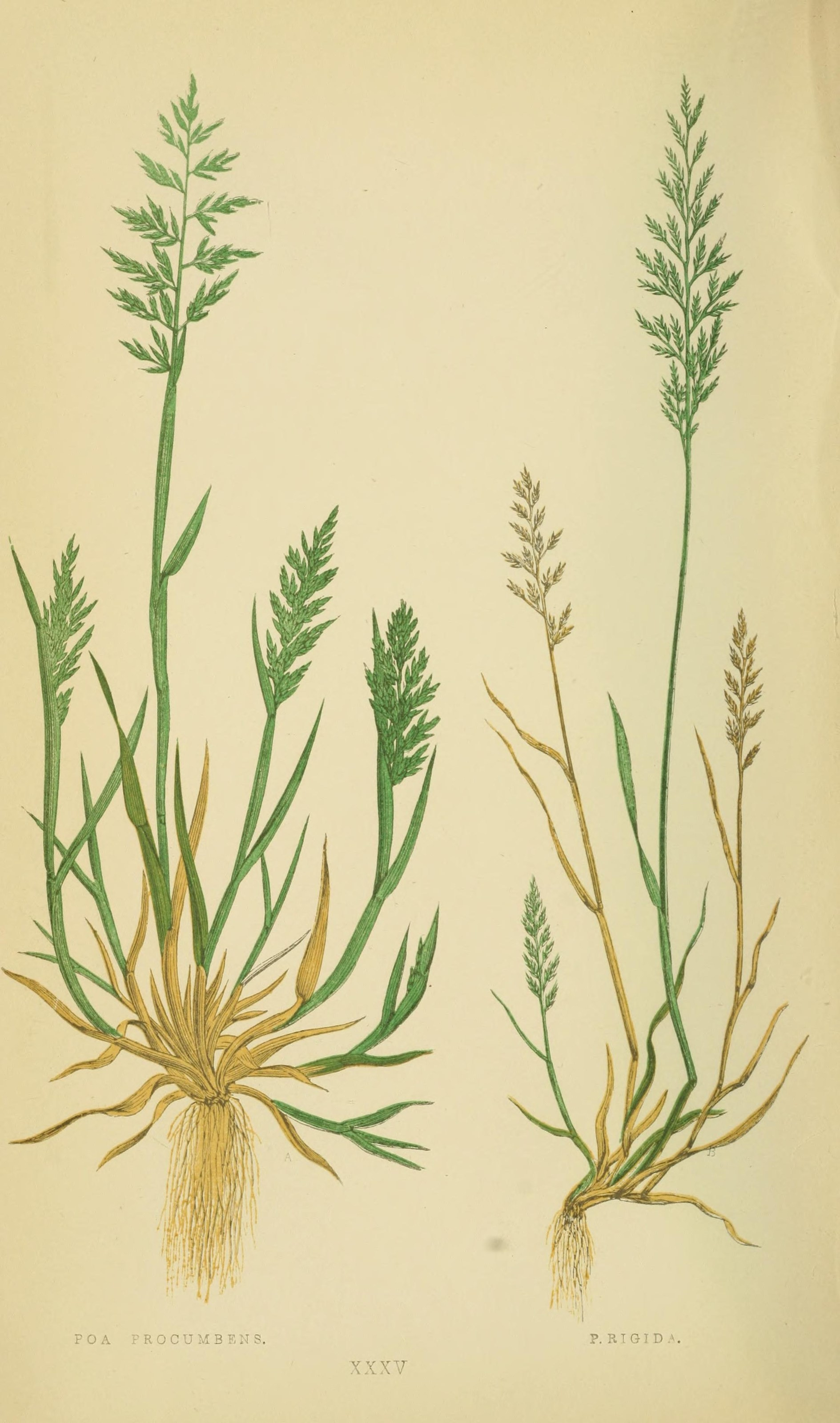